# Шейх-Задэ, Исмет Халюкович
Исме́т Халю́кович Шейх-Задэ́ (1 ноября 1965, Чирчик, Ташкентская область, Узбекская ССР) — современный художник, исследователь в области истории и теории искусства, основатель и куратор галереи «Крымское ханство».

## Творческая биография

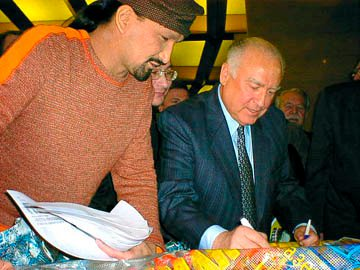
В. Черномырдин (1938—2010) участвует в перфомансе И. Шейх-Задэ «Стена». Первый Всероссийский съезд выходцев из Украины, 9.12.2001.

Родился 1 ноября 1965 в городе Чирчик Ташкентской области, Узбекская ССР, в семье служащих. Отец — Халюк Номанович Шейх-Задэ (1934, Карасубазар) — младший сын известного в довоенном Крыму поэта и учителя Номана Шейх-Задэ (1899—1953) и внук Абдулл Меджит Мустафа Шейха (1865—1938), последнего практикующего шейха Карасубазара. Мать — Газиева (Мевлюд-Газиева) Мария (Медине) Халиловна (1935, Феодосия).
В 1993 году окончил с отличием Суриковский институт Академии художеств (Москва) по специальности монументальная живопись). Из книги «Искусство татарского Крыма»: «…Его раннее обращение к искусству оказалось исключительно удачным: изостудией во дворце пионеров руководила актриса, художница-педагог высокой культуры, ученица Н. К. Рериха Е. В. Кристенс (1903—1982). Затем он окончил Художественное училище им. П. П. Бенькова в Ташкенте 1980—1984 (преп. Мордвинцева Г. И., Рожков А. М.) и московский Художественный институт им. В. Сурикова (1986—1993), где специализировался в мастерской монументальной живописи К. А. Тутеволь… Дипломная работа Шейх-Задэ (руководитель Максимов Е. Н.) представляет собой эскиз стенной росписи, составленных из четырёх крупных натюрмортов, объединённых исторической темой „Великий шёлковый путь“. Узловыми мотивами этого цикла являются китайский, хорезмский, крымский и венецианский натюрморты». 
Кроме серии натюрмортов, Шейх-Задэ представил проект монумента «Къара Дюрбе» (Великий Мавзолей), посвящённого памяти жертв депортации крымскотатарского народа и теоретический блок «Сакральные мотивы в крымском искусстве», позже опубликованном в газете «Къырым» и журнале «Къасевет». Летом того же 1993 года делает выставку на втором курултае крымскотатарского народа с центральной экспозицией проекта монумента. Тогда же значительным событием для осмысления творческих ориентиров стало знакомство с наследным принцем Крыма Джеззаром Гиреем после выступления на курултае, Шейх-Задэ пишет его портрет.
В 1995 году после академической выставки в Париже (штаб-квартира ЮНЕСКО) награждён дипломом (бронзовой медалью) президиума РАХ. В 1996 году во время тура рок-группы «АукцЫон» предлагает и проводит крымскую часть с презентацией галереи «Крымское Ханство» и созданием монументального полотна «Алый Парус». С тех пор из крупных (в концептуальной значительности) проектов и акций прошло более 50 мероприятий. Галерея «Крымское Ханство» — основа творческой биографии, авторский лейбл и жизненное кредо Исмета Шейх-Задэ. Большое значение имело творческое взаимодействие с 1998 года с Крымским геопоэтическим клубом; ряд проектов галереи состоялся благодаря этому продуктивному сотрудничеству.
Состоит в Союзе Художников России (1993), Национальном союзе художников Украины, Международном художественном фонде (1995), Международной федерации художников ЮНЕСКО (IFA, 2001).

## Основные авторские работы

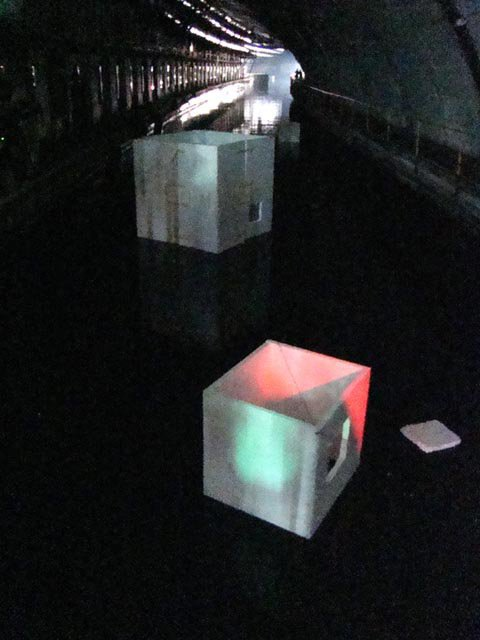
Перформанс Исмета Шейх-Задэ «Самозахват» в шахте для ремонта подводных лодок в рамках фестиваля современного искусства «Балаклавская Одиссея». Севастополь, 13.08.2010.

- «Ватан Чешмеси» (Родник). Панно-сграффито в холле МГАХИ им. Сурикова (Москва 1989 г.).
- «Воля неба» роспись базы отдыха Министерства Финансов СССР (Москва, Домодедово, лето — осень 1991), последний заказ М. Ф. СССР.
- «Шёлковый путь». Серия картин, станковая живопись (1992—1993).
- «Джеззар Раджи Памир Герай». Парадный портрет наследного принца Крыма и Золотой Орды (1993).
- «Первый вернисаж на Георгиевском». Живопись в интерьере офиса Российской Финансовой Корпорации (Москва, Центр 1995).
- «Соломон». Шпалера-вердюра (тонкий гобелен, 11 м².) в офис Московской Инвестиционной Корпорации (1995—1996 гг.).
- «Алый парус». Совместно с группой «АукцЫон». монументальное полотно (48 м². живописи по красному сатину, тур — презентация галереи * * * «Крымское Ханство» в течение проекта «АукцЫон в крЫму» Симферополь, Севастополь (1996).
- «БГ — Лилит». Воздушный змей 330X330 (совместно с Борисом Гребенщиковым, Симферополь, 1998).
- «Новый первый — последний элемент». Дополнение в периодическую систему химических элементов (в рамках «очень хрупкой выставки» 1998 г.).
- «Святой Георгий». Воздушный змей, запущен в день св. Георгия, весной года Дракона (Дербент — Москва, 2000).
- Чёрнокаспийское море. Гурзуф — Крым, Каспийск — Дагестан (2000 г.).
- «Золотое сечение Басманной», Москва, Дом Национальностей, 2000.
- «Стена». Крупнейшая в мире (45 м².) шелкография ручной работы, по мнению «Известий», № 228, 10.12.2001 (2001).
- «Крымский Юрт Великой Орды». Объект-модель имманентного центра мира в течение проекта «Золотой Паритет» (2002 г.).
- «Части Цвета» или «объект для правильной ориентации». Пентаптих-футляр нишана (печати) Ханов Крыма, живопись, смеш. техн. (2003—2004), создан в течение проекта «Алтын Тахт».
- «Украина». Совместно с Юрием Соломко. Полотно-коллаж имело развитие в течение проекта «Баррикада на Тузле» и «Зона Х», флаговая ткань, принт, акриллик. 420Х220, 2004.
- «Карта коронации крымских ханов». Двухстороннее геральдическое полотно-штандарт (300Х200 см.), создано на 3 всемирном молодёжном форуме в Барселоне и 1 всемирном фестивале ногайской культуры в Махачкале (Барселона-Крым-Махачкала, 2004 г.).
- «Принцесса кючук Истанбула». Полотно-расследование. 140х110, Холст, масло, 2007.
- «По следу мастера» восстановление цикла натурных зарисовок, уничтоженных Микеланджело после создания росписей потолка Сикстинской капеллы. Бум., карандаш, 2010.
- «Предреставрация». Серия синтезированных копий с фресок Микеланджело из Сикстинской капеллы с анализом и выявлением подлинных мотивов автора, уничтоженных в процессе реставрации 1980—1993 гг.
- «Пророк Захария», 330Х330Х330 холст акрилик; «Пророк Иона», 370Х310 см; «Кожа Варфоломея», 40Х120, левкас, акрил; «Христос и Дева Мария», 300Х200 левкас, акрил; «Минос», 150Х300, левкас, акрил, 2012—2013.
- «Наше наследие» круговая роспись второго яруса банкетного зала «Босфор» Симферополь, ул. Рубцова, 44. Левкас, акрил, 2013.

## Некоторые выставки
- Выставка произведений молодых художников — студентов творческих вузов Министерства Культуры СССР. Выставочный центр «Бахор», Ташкент, Узбекистан, 1988.
- Первая всесоюзная выставка крымскотатарского искусства. ЦДХ, Симферополь, 1989.
- 10-я Всесоюзная выставка молодых художников. ЦДХ, Москва, 1990.
- Московская зональная выставка осень-91. Выставочный зал СХ на Кузнецком Мосту, Москва, 1991.
- Первая выставка художников России в Гонконге. Галерея «Гохуа», Гонконг, 1992.
- Выставка дипломных работ выпускников Художественных институтов РАХ. Выставочные залы РАХ на Пречистенке, 1994.
- Выставка современного российского искусства. ЮНЕСКО, Париж, 1995.
- Первый вернисаж на Георгиевском. Персональная выставка в московском финансовом клубе при РФК. Москва, Георгиевский пер., д. 1, корп. 1, 1996.
- «Крымский ковёр на Крымском Валу». Персональная выставка, ЦДХ, Москва, 1997.
- «Крымский проект — 2». международный форум современного искусства. Ливадия, 6-9 ноября 1998 г. — ЦСМ, Киев, декабрь, 1998 г.
- «Очень хрупкая выставка». Фестиваль «Неофициальная Москва», Москва, 1999.
- «Посольство Крыма в Москве». Фестиваль землячеств «Москва-Территория 2000». ЦДХ, Москва, сентябрь, 1999.
- «Имени твоему». Всероссийская выставка, посвящённая 2000-летию христианства, ЦДХ, Москва, 1999—2000.
- «Аламат-2000». Республиканская молодёжная выставка, ЦДХ, Махачкала, июль—август, 2000.
- «Слияние двух морей». «Первая галерея», Махачкала, 2000.
- Всеукраинская текстильная триеннале. ЦДХ, Киев, 2004.
- Всеукраинская выставка, посвящённая Дню художника. ЦДХ, Киев, октябрь, 2006.
- «Неизвестная Империя». Персональная выставка в Галерее «Лавра», Киев, 31.10.2008—13.11.2008.
- «Йозеф Бойс в Крыму»: международный проект в рамках экспозиции Венецианского биеннале — 2011., при содействии «Гёте-института»; октябрь — ноябрь 2011 г. Авторы — Й. Бойс, К. Шлингензиф (гран-при — «Золотой Лев» Венецианского биеннале 2011 г.), И. Шейх-Задэ.[9]
- «Миф — украинское барокко». Выставочный проект НХМУ, параллельный «Арсенале — 2012», 27.04—26.08.2012.
- «Паломничество В Страну Востока». Сквозной выставочный проект на нескольких площадках. ЦДХ, Симферополь, май 2013., КРУ библиотека им. Франко, Симферополь, октябрь-ноябрь, 2013.
- «Зона Х». Зрительный зал театра. Volksbühne, Берлин, сентябрь 2014.
- «Внутри Каабы, в точке надира». Пилотный выставочный проект, Бахчисарай, Зынджирлы-медресе, ноябрь, 2015.

## Некоторые интервью
- «Есть поэзия в яйце динозавра». Интервью Игорю Сиду для газеты «Лига Наций», 19.05.2000.[10]
- «Терджиман метафизики». Интервью Анатолию Ульянову для сайта Proza.com.ua, июнь 2005.[11]
- «Крым глазами его жителей». Интервью Геннадию Кацову (Нью-Йорк) для русского телеканала США, февраль 2015.[12]